# Le Standinge selon Bérurier
Le Standinge selon Bérurier est un roman de la série San-Antonio, écrit par Frédéric Dard et sorti en 1965.

## Résumé
Bérurier a courtisé la comtesse Troussal du Trousseau qui lui a reproché ses façons et lui a remis un manuel de bonnes manières afin de refaire son éducation. Pendant ce temps, Matthias, un ancien collègue, prend contact avec San-Antonio : deux élèves de l'école de police de Saint-Cyr où il enseigne ont été tués et lui-même a été victime de deux tentatives de meurtre. Il demande de l'aide à ses collègues parisiens. San-Antonio se rend alors à Saint-Cyr déguisé en élève et fait embaucher Bérurier comme professeur de bonnes manières pour mener l'enquête.
Pendant que Bérurier revoit les bonnes manières à sa sauce, San-Antonio découvre rapidement que quelque chose se prépare à l'école. Ses craintes se précisent quand Matthias est enlevé, puis retrouvé torturé et grièvement blessé. Un des élèves s'est avéré le complice de deux Panamiens qui préparent un attentat à la bombe contre le président du Ronduras, Ramiro Ramirez, aidé également par le gardien de nuit. San-Antonio et Bérurier réussissent à neutraliser les coupables de justesse et à éviter la catastrophe.

## Personnages
- San-Antonio : héros et narrateur de l'histoire, il se déguise et enquête sous le patronyme de Nio-Sanato.
- Bérurier : embauché comme professeur de bonnes manières sur intervention de San-Antonio (au début, il l'ignore), il l'aide dans son enquête tout en assurant des cours dont le contenu ne serait pas approuvé par un chef du protocole. Il raconte de nombreuses anecdotes sur son propre passé pendant ces cours.
- Raymond-Xavier Matthias : marié et muté à Lyon, il a remarqué que la mort de l'élève Bardane était suspecte ; il est désormais la cible à éliminer.
- Dupanard : gardien de nuit de l'école de Saint-Cyr, il est moins inoffensif qu'il n'y paraît.
- Abel Cantaux : de son vrai nom Hans Burgueur, tueur recherché par plusieurs polices européennes, c'est lui qui a tué les deux élèves et enlevé Matthias.
- La famille Clistaire : Angélique, née Clistaire, est l'épouse enceinte de Matthias ; son père est un ancien médecin qui a fondé une secte, les séraphistes, et sa mère « une jument centaurée » tout aussi désagréable que son mari.
- Carnera : autre élève de l'école, c'est lui qui fournit à San-Antonio les premiers renseignements sur la mort des deux élèves Bardane et Castellini.
- La comtesse Troussal du Trousseau : de son vrai nom Mimi-Belles-Fesses, elle est tenancière de maison close et se laisse courtiser par Bérurier pour pouvoir couvrir son activité. Sa véritable identité n'est découverte qu'à la fin de l'histoire.